# Duane Gill
Duane Gill (né le 10 juillet 1959 à Glen Burnie), plus connu sous le nom de Gillberg, est un catcheur américain. Il commence sa carrière au début des années 1990 et est un jobber à la World Wrestling Federation (WWF). En 1998, il commence à lutter sous le nom de Gillberg et incarne une parodie de Bill Goldberg.

## Jeunesse
Duane Gill grandit dans le Maryland où il est rapidement fan de catch,. Ses parents partent vivre en Floride où il rencontre Barry Hardy qui va devenir son coéquipier.

## Carrière de catcheur

### Débuts
Duane Gill commence sa carrière sur le circuit indépendant américain en 1990 aux côtés de Barry Hardy. De 1991 à 1994, Duane Gill travaille par intermittence à la World Wrestling Federation, officiant en tant que « jobber », c'est-à-dire dans le rôle d'un catcheur de peu d'importance destiné à perdre ces matchs pour mettre en valeur ses adversaires vedettes.

### Retour à la WWF
Lors du pay-per-view Survivor Series 1998, il fait son retour en tant qu'adversaire mystère de Mankind à l'occasion d'un tournoi visant à désigner le prochain détenteur du titre vacant de champion de la WWF. Avant que Gill ne fasse son entrée, Vince McMahon (dirigeant et commentateur de la WWF) crée le suspense en présentant cet adversaire inconnu comme un catcheur avec un ratio de victoires et de défaites qu'aucun autre ne saurait égaler. Ce n'est bien entendu qu'ironiquement vrai, puisque peu de lutteurs ont accumulé autant de défaites que Gill jusqu'alors. Il est rapidement battu par Mankind, ce qui permet à ce dernier de progresser dans le tournoi en cours, le tout se déroulant parfaitement selon le plan de McMahon visant à faciliter l'obtention par Mankind du titre de champion.
Gill rejoint plus tard l'équipe J.O.B. Squad avec Al Snow, Scorpio et Bob Holly, une équipe imaginée en tant que parodie à la fois du statut de « jobber » ainsi que de la N.W.O., une équipe très en vue à la World Championship Wrestling, principale concurrente de la WWF à l'époque.
Gill devient "responsable" de la fin de la carrière de Marc Mero selon le scénario de la WWF. Durant l'émission Raw is War du 30 novembre 1998, Mero défie Gill et annonce à la foule qu'il se retirera du catch s'il ne parvient pas à le battre. Gill remporte le match grâce à l'intervention du Blue Meanie du J.O.B. Squad et Mero quitte la WWF (sans pour autant se retirer réellement du catch).

### Champion Light Heavyweight
Le 17 novembre 1998, Gill obtient la ceinture de champion mi-lourd de la WWF (WWF Light Heavyweight Champion) en battant Christian lors de l'émission Raw Is War.
Peu de temps après, Duane Gill endosse son gimmick le plus connu : il devient Gillberg, une parodie de Bill Goldberg, la plus grande star de la fédération rivale, la World Championship Wrestling. Gill imite son look (crâne rasé à blanc, bouc, même tenue de ring) mais n'a clairement ni la taille ni le physique de l'ancien joueur de football américain. Une ligne dessinée en pointillé sur son bras droit remplace le tatouage tribal de Goldberg. Gill singe aussi ses mimiques et tout le rituel de son entrée sur le ring (sortie des coulisses, fumigènes, pyrotechnie...) et son arrivée sur le ring est accompagnée par la bande son d'une foule ânonnant « Goldberg... Goldberg... », en référence à la suspicion de l'utilisation de fonds sonores préenregistrés à la WCW pour susciter plus de réactions de la foule en faveur du vrai Goldberg.
Gillberg transforme la catchphrase « Who's next? » (qui sera le suivant ?) de Goldberg en « Who's first? » (qui sera le premier ?), espérant finalement un jour gagner un match.  Le plan original consistait à lui faire perdre 173 matches consécutifs (parodiant les 173 victoires en série de Goldberg). Sa seule victoire en tant que Gillberg se produit le 13 février 1999 face à Goldust lors de l'enregistrement au SkyDome de Toronto de l'émission Raw Is War avec l'aide du Blue Meanie, alors connu en tant que Bluedust.
Gillberg se rendait toujours sur le ring avec la ceinture de championnat mi-lourd WWF simplement pour plus de ressemblance avec le champion Goldberg. En conséquence, ce championnat fut essentiellement oublié, et ne fut que très rarement remis en jeu par Gillberg. Le 31 août 1999 lors de WWE SmackDown, il affronte Triple H pour tenter de lui ravir le titre de champion (poids lourd) de la WWF mais échoue. Après une absence des écrans de plus d'un an, Gill retourne à la WWF en février 2000 lors d'une émission de Sunday Night Heat. Il perd un match contre Essa Rios qui vient de débuter et qui devient ainsi le nouveau champion mi-lourd. Gillberg aura conservé cette ceinture pendant quinze mois, soit le plus long règne reconnu de champion mi-lourd WWF de l'histoire de la fédération.
Gill quitte ensuite la World Wrestling Federation et continue d'incarner le personnage de Gillberg pour quelques promotions indépendantes.

### Apparitions diverses
En 2003, le véritable Bill Goldberg rejoint la WWE et s'engage dans une rivalité avec The Rock. Le 21 avril, à l'invitation de ce dernier lors de Raw, Gillberg vient se moquer de Goldberg.
Le 10 décembre 2007, lors du 15e anniversaire de Raw, Gillberg participe à une bataille royale des légendes. Il est immédiatement éliminé après son entrée sur le ring par tous les autres participants.
Le 13 février 2017 lors de Raw, il interrompt le « Festival of Friendship » de Chris Jericho avant de se faire violemment attaquer par Kevin Owens.
Le 20 février 2018, Gillberg est choisi pour affronter le champion pendant ce match. Il remporte le match pour devenir le nouveau champion de l'IWC et est challenger par James Ellsworth (en) pour le titre le 17 mars 2018.
Le 18 Janvier 2021, pendant le The Dirt Sheet présenté par John Morrison et The Miz, il fait son retour à la WWE en tant que Gillberg. Il fait une confrontation avec une autre parodie de Drew McIntyre.

## Palmarès
- Adrenaline Championship Wrestling
  - 1 fois ACW Tag Team Champion avec James Ellsworth (actuel)

- International Wrestling Cartel
  - 1 fois ICW High Stakes Champion

- Mid-Eastern Championship Pro Wrestling
  - 1 fois MEWF Tag Team Champion avec Agony

- NWA New Jersey
  - 1 fois NWA New Jersey Junior Heavyweight Champion

- World Wrestling Association
  - 1 fois WWA World Tag Team Champion avec Barry Hardy

- World Wrestling Federation
  - 1 fois WWF Light Heavyweight Champion